# 1-я армия (Италия, 1944—1945)
1-я армия  (итал. 1 Armata) является объединением королевской армии Италии, установленного на 5 сентября 1944 года по решению правительства Италии во главе с Бономи.
Был назначен командующим армией генерал Умберто Утили. Первая итальянская армия воевала на готической линии в Северной Италии в 1944-1945 годах и состоит из шести  дивизий названные боевых групп:
- 1.Леньяно
- 2.Кремона
- 3.Мантуя
- 4.Фриули
- 5.Пичено
- 6.Фолгоре

Каждая боевая группа есть два пехотных полка и артиллерийского полка, кроме боевой группы Фолгоре, которая имеет два парашютного полка Нембо и Фолгоре а также полка морской пехоты Сан-Марко.